# Xã Commerce, Michigan
Xã Commerce (tiếng Anh: Commerce Township) là một xã thuộc quận Oakland, tiểu bang Michigan, Hoa Kỳ. Năm 2010, dân số của xã này là 40.186 người.